# Strahinja Rašović
Strahinja Rašović (in serbo Страхиња Рашовић?; Belgrado, 9 marzo 1992) è un pallanuotista serbo, difensore del Radnički.
Con la Stella Rossa di Belgrado ha vinto due titoli nazionali, due Coppe di Serbia, una LEN Champions League e una Supercoppa Europea.

## Biografia
Nato a Belgrado, anche suo fratello minore di Viktor è un pallanuotista.

## Palmarès

### Club

#### Trofei nazionali
- Campionato serbo: 6

Stella Rossa: 2012-13, 2013-14
Radnički: 2020-21, 2024-25
Novi Beograd: 2021-22, 2022-23
- Coppa di Serbia: 2

Stella Rossa: 2012-13, 2013-14
- Campionato spagnolo: 2

Barceloneta: 2015-16, 2016-17
- Copa del Rey: 2

Barceloneta: 2015-16, 2016-17
- Supercopa de España: 2

Barceloneta: 2015, 2016

#### Trofei internazionali
- Coppa dei Campioni/Eurolega: 1

Stella Rossa: 2012-13
- Supercoppa LEN: 1

Partizan: 2013
- Lega Adriatica: 3

Radnički: 2020-21, 2024-25
Novi Beograd: 2021-22